# Liste der Regierungschefs in der Ukraine
| Ukrainische Volksrepublik (Zentralna Rada) 1917–1918 | Ukrainische Volksrepublik (Zentralna Rada) 1917–1918 | Ukrainische Volksrepublik (Zentralna Rada) 1917–1918 | Ukrainische Volksrepublik (Zentralna Rada) 1917–1918 | Ukrainische Volksrepublik (Zentralna Rada) 1917–1918 | Ukrainische Volksrepublik (Zentralna Rada) 1917–1918 |
| #                                                    | Name                                                 | Lebenszeiten                                         | Amtsantritt                                          | Ende der Amtszeit                                    | Partei                                               |
| ---------------------------------------------------- | ---------------------------------------------------- | ---------------------------------------------------- | ---------------------------------------------------- | ---------------------------------------------------- | ---------------------------------------------------- |
| 1                                                    | Wolodymyr Wynnytschenko                              | 1880–1951                                            | 15. Juni 1917                                        | 9. Januar 1918                                       |                                                      |
| 2                                                    | Wsewolod Holubowytsch                                | 1885–1939                                            | 18. Januar 1918                                      | 29. April 1918                                       |                                                      |

| Ukrainischer Staat (Hetmanat) 1918 | Ukrainischer Staat (Hetmanat) 1918 | Ukrainischer Staat (Hetmanat) 1918 | Ukrainischer Staat (Hetmanat) 1918 | Ukrainischer Staat (Hetmanat) 1918 | Ukrainischer Staat (Hetmanat) 1918                  |
| #                                  | Name                               | Lebenszeiten                       | Amtsantritt                        | Ende der Amtszeit                  | Partei                                              |
| ---------------------------------- | ---------------------------------- | ---------------------------------- | ---------------------------------- | ---------------------------------- | --------------------------------------------------- |
| 1                                  | Mykola Sachno-Ustymowytsch         | 1863–1918                          | 29. April 1918                     | 30. April 1918                     | Ukrainische Partei der sozialistischen Föderalisten |
| 2                                  | Mykola Wassylenko, kommissarisch   | 1866–1935                          | 3. Mai 1918                        | ?. Mai 1918                        | Kadetten                                            |
| 3                                  | Fedir Lysohub                      | 1851–1928                          | ?. Mai 1918                        | 14. November 1918                  | Oktjabristen                                        |
| 4                                  | Serhij Herbel                      | 1856–?                             | 14. November 1918                  | 14. Dezember 1918                  |                                                     |

| Ukrainische Volksrepublik (Direktorium) 1918–1920 | Ukrainische Volksrepublik (Direktorium) 1918–1920 | Ukrainische Volksrepublik (Direktorium) 1918–1920 | Ukrainische Volksrepublik (Direktorium) 1918–1920 | Ukrainische Volksrepublik (Direktorium) 1918–1920 | Ukrainische Volksrepublik (Direktorium) 1918–1920 |
| #                                                 | Name                                              | Lebenszeiten                                      | Amtsantritt                                       | Ende der Amtszeit                                 | Partei                                            |
| ------------------------------------------------- | ------------------------------------------------- | ------------------------------------------------- | ------------------------------------------------- | ------------------------------------------------- | ------------------------------------------------- |
| 1                                                 | Wolodymyr Tschechiwskyj                           | 1876–1937                                         | 24. Dezember 1918                                 | 13. Februar 1919                                  | USDRP                                             |
| 2                                                 | Serhij Ostapenko                                  | 1881–1937                                         | 13. Februar 1919                                  | 9. April 1919                                     | UPSR                                              |
| 3                                                 | Borys Martos                                      | 1879–1977                                         | 9. April 1919                                     | 29. August 1919                                   | USDRP                                             |
| 4                                                 | Issaak Masepa                                     | 1884–1952                                         | 29. August 1919                                   | 28. Mai 1920                                      | USDRP                                             |
| 5                                                 | Wjatscheslaw Prokopowytsch                        | 1884–1952                                         | 28. Mai 1920                                      | 14. Oktober 1920                                  | UPSF                                              |
| 6                                                 | Andrij Liwyzkyj                                   | 1879–1954                                         | 14. Oktober 1920                                  | 18. November 1920                                 | USDRP                                             |

| Exilregierungen der Ukrainischen Volksrepublik 1920–1992 |
| -------------------------------------------------------- |

| Westukrainische Volksrepublik 1919–1923 | Westukrainische Volksrepublik 1919–1923 | Westukrainische Volksrepublik 1919–1923 | Westukrainische Volksrepublik 1919–1923 | Westukrainische Volksrepublik 1919–1923 | Westukrainische Volksrepublik 1919–1923 |
| #                                       | Name                                    | Lebenszeiten                            | Amtsantritt                             | Ende der Amtszeit                       | Partei                                  |
| --------------------------------------- | --------------------------------------- | --------------------------------------- | --------------------------------------- | --------------------------------------- | --------------------------------------- |
| 1                                       | Kost Lewyzkyj                           | 1859–1941                               | 9. November 1918                        | 23. Dezember 1918                       | UNDP                                    |
| 2                                       | Sydir Holubowytsch                      | 1875–1938                               | 23. Dezember 1918                       | 9. Juni 1919                            | UNDP                                    |
| 3                                       | Jewhen Petruschewytsch                  | 1863–1940                               | 9. Juni 1919                            | 15. März 1923                           | UNDP                                    |

| Karpatoukraine 1938–1939 | Karpatoukraine 1938–1939 | Karpatoukraine 1938–1939 | Karpatoukraine 1938–1939 | Karpatoukraine 1938–1939 | Karpatoukraine 1938–1939 |
| #                        | Name                     | Lebenszeiten             | Amtsantritt              | Ende der Amtszeit        | Partei                   |
| ------------------------ | ------------------------ | ------------------------ | ------------------------ | ------------------------ | ------------------------ |
| 1                        | Andrij Brodij            | 1895–1946                | 11. Oktober 1938         | 26. Oktober 1938         |                          |
| 2                        | Awgustyn Woloschyn       | 1874–1945                | 27. Oktober 1938         | 15. März 1939            |                          |
| 3                        | Julijan Rewaj            | 1899–1979                | 15. März 1939            | 18. März 1939            |                          |

| Ukrainische SSR 1917–1991 | Ukrainische SSR 1917–1991       | Ukrainische SSR 1917–1991 | Ukrainische SSR 1917–1991 | Ukrainische SSR 1917–1991 | Ukrainische SSR 1917–1991 |
| #                         | Name                            | Lebenszeiten              | Amtsantritt               | Ende der Amtszeit         | Partei                    |
| ------------------------- | ------------------------------- | ------------------------- | ------------------------- | ------------------------- | ------------------------- |
| 1                         | Jewgenija Bosch, kommissarisch  | 1879–1925                 | 17. Dezember 1917         | 4. März 1918              | KPU                       |
| 2                         | Mykola Skrypnyk                 | 1872–1933                 | 4. März 1918              | ?. April 1918             | KPU                       |
| 3                         | Heorhij Pjatakow                | 1890–1939                 | 28. November 1918         | 16. Januar 1919           | KPU                       |
| 4                         | Chrystyjan Rakowskyj            | 1873–1941                 | 19. Januar 1919           | Juni 1923                 | RKP(b)                    |
| 5                         | Wlas Tschubar                   | 1891–1939                 | 13. Juli 1923             | 28. April 1934            | KPU                       |
| 6                         | Panas Ljubtschenko              | 1897–1937                 | 28. April 1934            | 30. Juni 1937             | KPU                       |
| 7                         | Mychajlo Bondarenko             | 1903–1938                 | 30. Juni 1937             | 13. Oktober 1937          | KPU                       |
| 8                         | Mykola Martschak, kommissarisch | 1904–1938                 | 29. Oktober 1937          | 19. Februar 1938          | KPU                       |
| 9                         | Demjan Korottschenko            | 1984–1969                 | 19. Februar 1938          | 23. Juli 1939             | KPU                       |
| 10                        | Leonid Kornijez                 | 1901–1969                 | 28. Juli 1939             | 5. Februar 1944           | KPU                       |
| 11                        | Nikita Chruschtschow            | 1894–1971                 | 5. Februar 1944           | 26. Dezember 1947         | KPU                       |
| 12                        | Demjan Korottschenko            | 1894–1969                 | 26. Dezember 1947         | 15. Januar 1954           | KPU                       |
| 13                        | Nykyfor Kaltschenko             | 1906–1989                 | 15. Januar 1954           | Februar 1961              | KPU                       |
| 14                        | Wolodymyr Schtscherbyzkyj       | 1918–1990                 | Februar 1961              | Juli 1963                 | KPU                       |
| 15                        | Iwan Kasanez                    | 1918–2013                 | Juli 1963                 | September 1965            | KPU                       |
| 16                        | Wolodymyr Schtscherbyzkyj       | 1918–1990                 | Oktober 1965              | Mai 1972                  | KPU                       |
| 17                        | Oleksandr Ljaschko              | 1915–2002                 | 9. Juni 1972              | 10. Juli 1987             | KPU                       |
| 18                        | Witalij Massol                  | 1928–2018                 | 10. Juli 1987             | 23. Oktober 1990          | KPU                       |
| 19                        | Witold Fokin                    | 1932–2025                 | 23. Oktober 1990          | 24. August 1991           | KPU                       |